# فریرو
فریرو (به ایتالیایی: Ferrero) شرکت صنایع غذایی ایتالیایی چندملیتی است، که در زمینه تولید انواع فراورده‌های قندی، مواد غذایی، شکلات و شیرینی فعالیت می‌نماید.
شرکت فریرو در سال ۱۹۴۶ توسط پیترو فریرو راه‌اندازی شد و در حال حاضر دارای ۱۶ کارخانه تولیدی در کشورهای ایتالیا، ایرلند، آلمان، بلژیک، کانادا، استرالیا، برزیل، آرژانتین، پورتوریکو، اکوادور، هند، ترکیه و ایالات متحده آمریکا می‌باشد.
دفتر مرکزی این شرکت در شهر البا، پیدمانت، ایتالیا قرار دارد و دفتر عملیاتی آن در لوکزامبورگ مستقر می‌باشد. شرکت فررو مالک شمار زیادی برند است، که برای نمونه می‌توان به فررو روشر نوتلا، کیندر و تیک تک اشاره کرد.